# Autorretrato (Angelika Kauffmann)
Autorretrato é uma pintura da artista neoclássica suíça Angelika Kauffmann conservado na prestigiosa Galeria dos Autorretratos da Galeria Uffizi, em Florença.

## Descrição e Análise
O artigo de Louise Rice, intitulado "Angelica Kauffmann's Uffizi Self-Portrait", publicado na revista Gazette des Beaux-Arts, oferece uma análise perspicaz do autorretrato que Angelica Kauffmann enviou à Galeria Uffizi em 1788. Rice examina como Kauffmann construiu uma imagem de si mesma que transcende a mera representação física, articulando uma identidade artística e intelectual alinhada aos ideais neoclássicos e às expectativas sociais de sua época.
No autorretrato, Kauffmann se apresenta sentada em uma loggia aberta, vestindo uma túnica branca ao estilo all’antica, com um xale verde de seda sobre um ombro. Ela segura um porte-crayon e um caderno de esboços, com uma paleta ao seu lado — atributos que afirmam sua identidade como artista. O elemento mais notável de sua vestimenta é um cinto ornamental adornado com camafeus ou placas de pasta, que, segundo Rice, fazem referência ao mito da disputa entre Minerva e Netuno pela posse de Atena. Essa escolha iconográfica sugere uma identificação de Kauffmann com Minerva, deusa da sabedoria e das artes, reforçando sua reivindicação de autoridade intelectual e artística.
Rice destaca que este autorretrato não foi o primeiro que Kauffmann enviou aos Uffizi, mas sim uma substituição de uma versão anterior. A autora investiga as possíveis razões para essa substituição, considerando fatores como a evolução da autoimagem de Kauffmann e seu desejo de se alinhar mais estreitamente aos valores neoclássicos emergentes. A nova obra reflete uma maturidade artística e uma consciência mais profunda do papel da mulher artista na sociedade do século XVIII.
A análise de Rice revela como Kauffmann utilizou o autorretrato como um meio de autoafirmação e construção de identidade. Ao incorporar símbolos clássicos e apresentar-se com instrumentos de trabalho, Kauffmann não apenas reivindica seu lugar como artista, mas também desafia as normas de gênero de sua época. O autorretrato torna-se, assim, uma declaração visual de sua competência e erudição, posicionando-a como uma figura respeitável no cenário artístico europeu.